# Nicola Benedetti (pentatleta)
Nicola Benedetti (Modena, 26 dicembre 1985) è un pentatleta italiano, vincitore nella competizione a squadre dei mondiali del 2012 e terzo classificato a quelli del 2011.
Allenato dal coach Marco Quattrini, ha partecipato anche ai giochi olimpici del 2008 e 2012, benché non abbia vinto alcuna medaglia. Tuttavia, ai giochi del 2012, stabilì un nuovo record olimpico nella disciplina della corsa, con un tempo di 9 minuti e 23.63 secondi.